# Despite the Falling Snow
Pour plus de détails, voir Fiche technique et Distribution.
Despite the Falling Snow est un film d'espionnage britannico-canadien réalisé par Shamim Sarif, sorti en 2016.

## Synopsis
Pendant la Guerre Froide à Moscou, une espionne parvient à voler des documents secrets à un homme politique idéaliste mais elle va tomber amoureuse de lui.

## Fiche technique
- Titre : Despite the Falling Snow
- Réalisation : Shamim Sarif
- Scénario : Shamim Sarif
- Montage : Masahiro Hirakubo
- Musique : Rachel Portman
- Pays de production : Royaume-Uni et Canada
- Date de sortie : 2016

## Distribution
- Rebecca Ferguson : Katya / Lauren
- Sam Reid : Alexander
- Charles Dance : vieux Alexander
- Antje Traue : Marina
- Oliver Jackson-Cohen : Misha
- Thure Lindhardt : Dimtri
- Miloš Timotijević : le premier homme
- Anthony Head : vieux Misha
- Amy Nuttall : Maya